# Mladost i ljepota Slavonije
Priredba "Mladost i ljepota Slavonije" u Starim Mikanovcima utemeljena je 1968. godine s ciljem očuvanja, njegovanja i produžavanja bogate tradicijske baštine toga kraja (Slavonije) i Domovine.
Vrijeme održavanje je mjesec veljača, dani poklada - pred korizmu.
"Mladost i ljepota Slavonije" je revija djevojaka, snaša i momaka u narodnim nošnjama iz svih dijelova Slavonije (svih njenih županija). Priredba je također i natjecateljskoga karaktera pa se tako i biraju najlješe djevojke i snaše te najljepši momak, a svi sudionici budu bogato nagrađeni. Od samog početka 1968. godine pa sve do danas priredbu stručno prate etnolozi iz slavonskih muzeja (Vinkovci, Slavonski Brod, Osijek, Nova Gradiška, itd.) 
U kulturno umjetničkom dijelu publici se predstavljaju tamburaški sastavi, solisti, pjevačke skupine, recitatori, glumci, folklorne skupine, a posebno folklor KUD-a "Šokadija" iz Starih Mikanovaca.
Osnivač i glavni organizator te manifestacije je KUD "Šokadija iz Starih Mikanovaca, koji iz godine u godine sve bolje i bolje priprema tu manifestaciju dovodeći je uz bok Vinkovačkim jesenima.
10. veljače 2007.godine,u Starim Mikanovcima je obilježen veliki jubilej, 40 godina djelovanja KUD-a "Šokadija" i 40 godina priredbe "Mladost i ljepota Slavonije". 
Popratne priredbe u sklopu manifestacije Mladost i ljepota Slavonije bile su:
03. veljače 2007. - Šunkijada
04. veljače 2007. - Pokladno jahanje
10. veljače 2007. - Revija djevojaka, snaša i momaka u narodnim nošnjama

## Vanjske poveznice
Nešto više o priredbi može se saznati na internet-stranicama Zajednice kulturno-umjetničkih društava Vukovarsko-srijemske županije (ZAKUD), na kojima je postavljena i foto-galerija sa slikama iz Starih Mikanovaca te slikama KUD-a "Šokadija" i priredbe "Mladost i ljepota Slavonije".